# 엘제 라스커쉴러

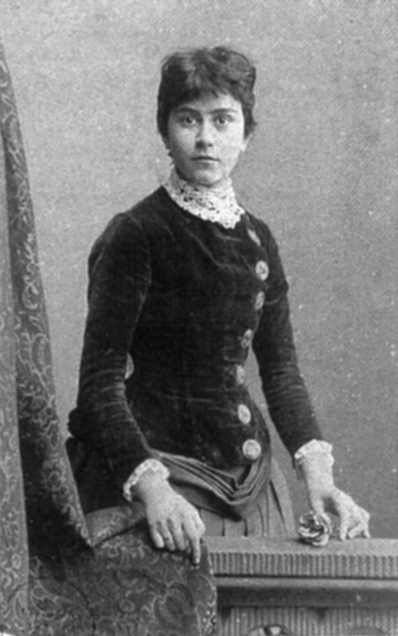

엘제 라스커쉴러(Else Lasker-Schüler, 1869년 2월 11일 ∼ 1945년 1월 22일)는 독일계 유대인 시인이자 극작가로, 베를린에서의 보헤미아니즘 라이프스타일과 그녀의 시로 유명하다.

## 생애
부퍼 강변의 공업 도시 엘버펠트에서 1869년 2월 11일 유대계 은행가의 여섯 남매 중 막내로 태어났다. 1894년 의사였던 베르톨트 라스커(Berhtold Lasker)와 혼인해 이듬해 베를린으로 이주했고 1899년 외아들 파울이 태어났다. 1903년에 남편과 이혼하고 당시 표현주의의 기수이며 잡지 ≪폭풍(Der Sturm)≫의 발행인으로 9세 연하인 헤르바르트 발덴(Herwarth Walden)과 결혼했으나 1912년 다시 헤어졌다.
엘제 라스커쉴러는 베를린 이주 후 1899년부터 여러 문학 서클, 혹은 문학 공동체 등을 찾아 문단과의 접촉을 시도했으며, 특히 첫 남편과의 이혼 이후 새롭게 얻은 자유를 누리며 더욱 활발하고 적극적으로 예술 활동을 전개해 갔다. 충돌과 거부와 반항 등이 잇따랐지만 그녀의 본능적 창작 감각과 현대 예술 작품 내지 예술가들에 대한 정확하고 빼어난 판단력과 언급은 주위를 놀라게 했고 특히 그녀 자신의 시 작품들과 산문 작품들은 곧 주의를 끌기에 충분했다. 그녀는 처음부터 자신의 예술적 재능을 의식하고 있었으며 예술가적 사명을 확신하고 있었다. 그녀의 탁월한 시적 재능을 발견한 기성 문인들, 비평가들의 추천 등을 통해 그녀는 몇몇 카바레에서 시 작품을 낭송할 수 있었고, 여러 문예 잡지와 일간 신문 등에 발표하기 시작했다. 일단 작품들을 출간하기 시작하자 그녀의 명성은 그야말로 비상(飛翔)했다. 마침내 1902년에는 그녀의 첫 시집 ≪저승의 강(Styx)≫을 발간했으며, 이로써 그녀는 일약 유명 인사가 되었다. 그녀는 잇따라 서정시들을 발표했으며 그 밖에 ＜부퍼강(Die Wupper)＞(1909)을 비롯한 여러 희곡 작품들도 집필했는데 자신의 부친의 전기적 사실들을 형상화한 ＜아르투르 아로니무스(Arthur Aronymus)＞(1932)는 대단히 성공리에 공연되었으며, 1932년에는 당시 독일에서 가장 권위 있는 문학상인 하인리히 폰 클라이스트상을 수상하기도 했다.
그러나 그 이듬해인 1933년, 시인으로서 생애의 절정기에 있었던 엘제 라스커쉴러는 나치 당국에 의해 독일에서 추방당했고, 그녀의 작품들은 “퇴폐적”이라는 낙인이 찍힌 채 금서로 지정되어 소각되었다. 이후 스위스를 비롯한 여러 망명지를 전전하며 생활고와 고독감에 시달리던 그녀는 1945년 1월 22일 거의 76세가 다 된 나이로 심한 협심증을 일으켜 사망한다. 사망 바로 이튿날 예루살렘의 올리브원에 매장되었다.